# RideBack
Rideback (яп. ライドバック Райдобакку) — манга, автором которой является Тэцуро Касахара. Впервые выпускалась издательством Shogakukan в ежемесячном журнале Ikki с марта 2003 года по январь 2009 года. На основе сюжета манги студией Madhouse был снят аниме-сериал, который транслировался по телеканалу Chiba TV с 12 января по 30 марта 2009 года. Всего выпущено 12 серий аниме. Сериал был лицензирован компанией Funimation Entertainment для показа на территории США.

## Сюжет
Действие происходит в 2020 году. Мировую власть захватывает военная организация «ГГП», которая создаёт тоталитарный строй во многих странах, в том числе и в Японии. Главная героиня по имени Рин Огата и дочь выдающейся балерины во время своей первой главной роли разрывает Ахиллово сухожилие и вынуждена навсегда прекратить свой путь к карьере балерины. Однажды, скрываясь от дождя, Рин забредает в гараж, где находит «райдбеки», особые устройства, похожие на мотоциклы с массивными руками. Рин разрешают прокатиться на одном из таких, и она находит своё второе дыхание. Так девушка решает отныне принимать участие на гонках и быстро учится. Тем временем недовольство среди народа нарастает в результате политики ГГП террористическая организация захватывает небоскрёб, внутри которого оказывается лучшая подруга Рин — Сёко. Рин прорывается на райдбеке сквозь военную блокаду, чтобы спасти подругу и её принимают за террориста, но один из террористов помогает Рин, запуская ракету в военный вертолёт, чтобы дать возможность девушке сбежать. Так Рин оказывается втянутой в опасную борьбу между ГГП и Мятежниками.

## Список персонажей
- Рин Огата (яп. 尾形 琳 Огата Рин)

Главная героиня истории. Она собиралась стать непревзойдённой балериной как её мать, но порвала связку. Позже стала кататься на райдбеке. Очень милая и скромная девушка. Но оказываясь в смертельной ситуации, в Рин просыпается чувство бесстрашия и боевого духа. По её словам она получает удовольствие от страха, поэтому у Рин есть сила побеждать. Позже становится свидетелем, как райдбек ГГП убивает человека, и попадает в тюрьму, так как располагает нежеланной информацией. Её спасают БМА, которые устроили теракт в небоскрёбе. Так девушку объявляют в розыск. В конце она объединяется с БМА и участвует в атаке на базу ГГП.
Сэйю: Нана Мидзуки
- Харуки Хисида (яп. 菱田 春樹 Хисида Харуки)

Он студент второго курса английского департамента и член клуба любителей райдбеков. Именно он посоветовал впервые Рин прокатиться на райдбеке. Также хороший механик, если происходят разные поломки, то он исправляет их а также улучшает механизм райдбеков.
Сэйю: Юдзи Уэда
- Тамаё Катаока (яп. 片岡 珠代 Катаока Тамаё)

Она чемпион Японии по гонкам на райдбеках. Очень серьёзная. Она впервые начала обучать Рин езде на райдбеке. Её брат работает в ГГП и после того, как Рин приняли за террористку когда она спасала Сёко, Тамаё попросила, чтобы дело Рин закрыли. Позже помогала Рин и БМА в борьбе против ГГП.
Сэйю: Роми Паку
- Сёко Уэмура (яп. 上村 しょう子 Уэмура Сё:ко)

Лучшая подружка Рин. Она весёлая и немного вспыльчивая. Всегда поддерживает Рин. Стала заложницей БМА, когда те атаковали небоскрёб.
Сэйю: Мэгуми Тоёгути
- Тэнсиро Окакура (яп. 岡倉 天司郎 Окакура Тэнсиро:)

Глава клуба любителей райдбеков. Он очень тихий и серьёзный. Когда то входил в ГГП, когда организация ещё не заполучила власть. Был известен под другим именем, как герой истории и лучший наездник. Но Романов его подставил и официально он считается мёртвым. Помогает Рин а позже принял участие в атаке на базу ГГП.
Сэйю: Рикия Кояма
- Судзури Утида (яп. 内田 すず)

Ярая поклонница Рин. Она восхищалась её балетными танцами, а когда Рин стала кататься на райдбеках, то и Судзури тоже решила пойти по стопам Рин. Через какое то время хорошо овладела ездой на райдбеке. Принимала участие в демонстрации против ГГП. Но была убита военными, так как те решили что она Рин, которая объявлена в розыск.
Сэйю: Мэгуми Мацумото
- Дота Кавай

Сэйю: Акио Суяма
- Романов-Каленбак (яп. ロマノフ・カレンバーク)

Глава организации ГГП. Он иностранец. Очень жестокий и хладнокровный. Думает лишь о своей выгоде и его армии. Так например во время теракта на небоскрёбе думал лишь о том, что это новая возможность продемонстрировать мощь новых белых военных райдбеков. В последней серии был застрелен.
Сэйю: Синъитиро Мики

## Список серий аниме
| #  | Название                                                                                        | Дата выхода     |
| -- | ----------------------------------------------------------------------------------------------- | --------------- |
| 01 | The Crimson Iron Horse «Shinku no Tetsuba» (深紅の鉄馬)                                         | 11 января 2009  |
| 02 | «Tamayo Jōtō !? S.L.F ~ Supureddo Reggusu Fōmu» (珠代上等!?S.L.F〜スプレッド·レッグス·フォーム) |                 |
| 03 | And Then the Flag Swings «Soshite Furaggu wa Furareru» (そして旗(フラッグ) はふられる)          | 25 января 2009  |
| 04 | Shōko, In the Nick of Time «Shōko, Kiki Ippatsu» (しょう子、危機一髪)                           | 1 февраля 2009  |
| 05 | Mystery rideback girl «Nazo no Raidobakku Shōjo» (謎のライドバック少女)                         | 8 февраля 2009  |
| 06 | Ride lightning «Denkō Sekka Raido» (電光石火ライド)                                             | 15 февраля 2009 |
| 07 | Crime and Punishment «Tsumi to Batsu» (罪と×)                                                   | 22 февраля 2009 |
| 08 | Chosen «Get Ride! Erabareshi Mono» (GET RIDE! 選ばれし者)                                       | 01 марта 2009   |
| 09 | Mari is the garden of sun «Hidamari no Niwa de» (陽だまりの庭で)                                | 08 марта 2009   |
| 10 | Master of the war (Master of the war)                                                           | 15 марта 2009   |
| 11 | Sometimes it's Cloudy after the Rain «Kumori Nochi Ame Tokidoki...» (曇りのち雨ときどき...)     | 22 марта 2009   |
| 12 | To the Lighted Stage «Hikari no Butai e» (光の舞台へ)                                           | 29 марта 2009   |